# Capiatá
Capiatá é uma cidade do Paraguai, localizado no departamento Central.

## Transporte
O município de Capiatá é servido pelas seguintes rodovias:
- Caminho em pavimento ligando a cidade ao município de Itauguá
- Caminho em pavimento ligando a cidade ao município de Areguá
- Caminho em pavimento ligando a cidade ao município de Luque
- Caminho em pavimento ligando a cidade ao município de Ypané
- Caminho em pavimento ligando a cidade ao município de Itá
- Ruta 01, que liga a cidade de Assunção ao município de Encarnación (Departamento de Itapúa).
- Ruta 02, que liga o município de Coronel Oviedo (Departamento de Caaguazú) a Assunção [1][2][3]